# Pillars of Eternity II: Deadfire
Pillars of Eternity II: Deadfire est un jeu vidéo de rôle développé par Obsidian Entertainment et édité par Versus Evil, sorti pour les plateformes Microsoft Windows, Linux et macOS le 8 mai 2018 puis sur PlayStation 4 et Xbox One plus tard en 2020. Il s'agit de la suite de Pillars of Eternity, paru en 2015.
Le jeu est annoncé avec le lancement d'une campagne de financement participatif sur Fig en janvier 2017, le jeu ayant atteint son objectif de financement en une journée.

## Synopsis
Deadfire est la suite directe de Pillars of Eternity, prenant place dans le monde de Eora. Le joueur incarne une nouvelle fois le rôle du Gardien, un personnage disposant de la capacité à plonger dans l'âme des autres et à lire leurs souvenirs, ainsi que celles de leurs vies passées. Eothas, le dieu de la lumière et de la renaissance que l'on pensait mort, se réveille sous la forteresse du joueur, à Caed Nua. Eothas détruit la forteresse et laisse le joueur au seuil de la mort. Le personnage voyage alors jusqu'à l'archipel de Deadfire pour poursuivre Eothas, en quête de réponses. Les actions du joueur et ses décisions dans le premier jeu ont une influence sur le gameplay et l'histoire de Deadfire.

## Système de jeu
Pillars of Eternity II: Deadfire est un jeu vidéo de rôle en 3D isométrique à l'instar de son prédécesseur Pillars of Eternity. Les mécaniques du jeu s'inspire des RPG comme Baldur's Gate. Il possède une météo immersive et dynamique ainsi qu'un monde vivant où chaque personnage a son emploi du temps à suivre et ses tâches à effectuer.
Différents compagnons peuvent accompagner le joueur, dont certains font leur retour après le premier jeu, dont les relations qui dépendent des choix des joueurs jouent un rôle essentiel à l'histoire. Outre les compagnons, il y a également quatre acolytes qui peuvent voyager avec le joueur. Contrairement au premier jeu qui propose de posséder un château-fort, Deadfire met en vedette un bateau-forteresse personnalisable qui sert de base mobile pour explorer des îles inexplorées, et effectuer des rencontres « scriptées » avec d'autres navires. Il est possible d'acheter ou de voler à l'ennemi de nouveaux vaisseaux, et des équipages peuvent également être loués pour veiller sur le bateau. Le gameplay fondé sur un système de classes fait son retour, mais désormais chaque classe a trois sous-classes avec des capacités uniques.

## Développement
Le jeu est développé par Obsidian Entertainment, les créateurs du premier Pillars of Eternity. Versus Evil est l'éditeur du jeu. En mai 2016, le directeur général d'Obsidian, Feargus Urquhart, annonce que la production du jeu avait débuté. Comme pour son prédécesseur, Obsidian a choisi de lancer une campagne de financement participatif pour lever des fonds pour le développement de Deadfire. La campagne est lancée le 26 janvier 2017 sur la plateforme Fig, avec un objectif de financement d'1,1 million de dollars. L'objectif de financement a été atteint en moins de 23 heures, et a dépassé les 4,4 millions de dollars à la fin de la campagne.
Josh Sawyer, le design director de Pillars of Eternity, a expliqué que si l'équipe du jeu venait à réaliser une suite, ils l'établiraient dans un lieu différent au sein de l'univers fictionnel du jeu, afin d'être sûrs que l'environnement du jeu semble nouveau et intéressant. Sawyer a déclaré que l'un des axes de Deadfire est de répondre aux critiques formulées à propos de l'abondance de combats pour meubler, dans le jeu original. La zone de jeu où évolue le joueur est bien plus large que celle du premier.
Le jeu est sorti sur Microsoft Windows, Linux et macOS le 8 mai 2018, et en 2020 sur PlayStation 4 et Xbox One. Une version Nintendo Switch a été annulée.

## Accueil

### Réception critique
- Canard PC : 8/10[8]
- Jeuxvideo.com : 18/20[9]

### Ventes
En novembre 2018, six mois après la sortie du jeu, un investisseur rapporte un important manque à gagner sur son apport financier initial. Les chiffres qu'il évoque permettent de déterminer que, jusque-là, Pillars of Eternity II: Deadfire ne s'est vendu qu'à environ 110 000 exemplaires.